# Walls and Bridges
Albums de John Lennon
Mind Games
(1973) Rock 'n' Roll
(1975)
Singles
1. Whatever Gets You Thru the Night/Beef Jerky
Sortie : 23 septembre 1974
2. #9 Dream/What You Got
Sortie : 16 décembre 1974

Walls and Bridges est le cinquième album studio de John Lennon, publié en 1974. Après quelques mois de vie de débauche à Los Angeles, un Lennon fraîchement revenu à New York et désireux de renouer avec Yoko Ono décide de se mettre au travail sur des chansons ébauchées précédemment.
Des morceaux très personnels comme l'onirique #9 Dream y côtoient des chansons plus vives comme Steel and Glass, règlement de comptes avec le manager des Beatles Allen Klein. La chanson la plus commerciale du disque est Whatever Gets You Thru the Night, futur numéro 1 enregistré avec la participation d'Elton John.
Publié à l'automne 1974, Walls and Bridges, connaît un accueil assez mitigé de la part des critiques. Le public est en revanche au rendez-vous et porte l'album à la première place des charts américains, et à la sixième des charts britanniques. C'est le dernier album de chansons originales que publie Lennon avant 1980, le public ne recevant entretemps qu'un album de reprises, Rock 'n' Roll et une compilation Shaved Fish, tous deux en 1975.

## Pochette
La couverture qui illustre l'album Walls and Bridges est un montage de dessins de Lennon lorsqu'il était enfant dont un est inspiré par une photo d'un but de Jorge Robledo contre Arsenal que Lennon, passionné par les arts graphiques, avait réalisé en juin 1952 alors qu'il avait 11 ans,.
Un historique de l'origine du nom Lennon, tiré du livre Irish Families, Their Names, Arms and Origins par Edward Maclysaght est inclus.

## Liste des chansons
Tous les morceaux sont composés par John Lennon, sauf indications contraires.
| 1. | Going Down on Love               |                             | 3:57 |
| 2. | Whatever Gets You Thru the Night |                             | 3:27 |
| 3. | Old Dirt Road                    | John Lennon / Harry Nilsson | 4:12 |
| 4. | What You Got                     |                             | 3:10 |
| 5. | Bless You                        |                             | 4:37 |
| 6. | Scared                           |                             | 4:39 |

| 7.  | #9 Dream                                    |                                               | 4:47 |
| 8.  | Surprise, Surprise (Sweet Bird of Paradox)  |                                               | 2:57 |
| 9.  | Steel and Glass                             |                                               | 4:39 |
| 10. | Beef Jerky                                  |                                               | 3:31 |
| 11. | Nobody Loves You (When You're Down and Out) |                                               | 5:12 |
| 12. | Ya Ya                                       | Morgan Robinson / Clarence Lewis / Lee Dorsey | 1:06 |

| 13. | Whatever Gets You Thru the Night (en concert avec Elton John au Madison Square Garden le 28 novembre 1974) | 4:23 |
| 14. | Nobody Loves You (When You're Down and Out) (version alternative)                                          | 5:07 |
| 15. | Interview de John Lennon par Bob Mercer                                                                    | 3:47 |

## Fiche de production

### Interprètes
- John Lennon : chant, guitare solo, guitare rythmique, guitare acoustique, piano, chœurs
- Jesse Ed Davis : guitare acoustique, guitare solo
- Eddie Mottau : guitare acoustique
- Klaus Voormann : basse
- Ken Ascher : piano, piano électrique, clavinet, mellotron
- Nicky Hopkins : piano
- Cordes et vents de The Philharmonic Orchestrange, arrangées et dirigées par Ken Ascher
- Little Big Horns : Ron Aprea - saxophone alto, Bobby Keys - saxophone ténor, Frank Vicari - saxophone ténor, Howard Johnson - saxophone baryton, Steve Madaio - trompette
- Julian Lennon : caisse claire sur Ya Ya.
- Elton John : piano et chœurs sur Whatever Gets you thru the Night, orgue Hammond sur Surprise, Surprise (Sweet Bird of Paradox)
- Harry Nilsson : chœurs sur Old Dirt Road.
- The 44th Street Fairies : Joey Dambra, Lori Burton et May Pang : chœurs sur #9 Dream.
- Jim Keltner : batterie
- Arthur Jenkins : percussions

## Classement
| Classement (1974)             | Meilleure place |
| ----------------------------- | --------------- |
| États-Unis (Billboard 200)    | 1               |
| Royaume-Uni (UK Albums Chart) | 6               |
| Australie (Kent Music Report) | 4               |
| Canada (RPM Albums Chart),    | 1               |
| Allemagne (Media Control)     | 41              |

## Certifications
| Pays              | Certification | Ventes certifiées |
| ----------------- | ------------- | ----------------- |
| États-Unis (RIAA) | Or            | 500 000           |
| Royaume-Uni (BPI) | Argent        | 60 000            |